# 大明山锥
大明山锥（学名：Castanopsis damingshanensis）为壳斗科锥属下的一个种。其种加词“damingshanensis”意为“广西大明山的”。